# Реда-Виденбрюкк
Реда-Виденбрюкк (нем. Rheda-Wiedenbrück) — город в Северной Вестфалии (Германия) на реке Эмс.

## История
Реда-Виденбрюкк — молодой город. Возник в 1970, когда были объединены города Реда и Виденбрюкк, а также общины Санкт-Фит, Линтель, Батенхорст и Северная Реда. 
Корни обоих городов уходят в Средние века. Виденбрюкк был основан в правление Карла Великого и уже в 952 г. получил от императора Оттона права города. 
Первое упоминание г. Реда относится к 988 г. Основателем города считается Видукинд Саксонский, который заложил здесь крепость. На этом месте ныне стоит характерный для Вестфалии «водный замок» (вокруг замка — ров) графов фон Бентгейм. 
Замок Бентгеймов находится в бывшем графском парке, который называется «Флора-Вестфалика» и является символом города, а город иногда именуется «городом Флоры-Вестфалики».
В последние 15 лет наблюдается значительная иммиграция из России и некоторых других стран СНГ.

## Экономика
Реда-Виденбрюкк — крупный промышленный центр (мебельная и пищевая промышленность, автомобилестроение). В городе расположена крупнейшая в стране скотобойня и мясокомбинат компании Tönnies Holding.

## Политика
Городской совет (до 2009 г.):
- ХДС (CDU) 20 мест (9440 голосов, 51,05%);
- СДПГ (SPD) 8 мест (4058 голосов, 21,95%);
- Партия Зелёных (Bündnis 90/Die Grünen) 4 места (2031 голос, 10,98%);
- СвДПГ (FDP) 4 места (1995 голосов, 10,80%);
- НВС (Независимый выборный союз) (UWG) 2 места (966 голосов, 5,22%).